# ヘキサプレニル二リン酸シンターゼ ((2E,6E)-ファルネシル二リン酸特異的)
ヘキサプレニル二リン酸シンターゼ ((2E,6E)-ファルネシル二リン酸特異的)(hexaprenyl-diphosphate synthase [(2E,6E)-farnesyl-diphosphate specific])はユビキノンの合成に関わるプレニル基転移酵素の1つで、次の化学反応を触媒する酵素である。
(2E,6E)-ファルネシル二リン酸 + 3 イソペンテニル二リン酸 {\displaystyle \rightleftharpoons } 3 二リン酸 + all-trans-ヘキサプレニル二リン酸
組織名は(2E,6E)-farnesyl-diphosphate:isopentenyl-diphosphate farnesyltranstransferase (adding 3 isopentenyl units)である。

## 分布
Micrococcus luteus（放線菌門）から見出されている。